# Gliese 682
Gliese 682 is een rode dwerg met een magnitude van +10,96 in het sterrenbeeld Schorpioen met een spectraalklasse van M3.5V. De ster bevindt zich 16,33 lichtjaar van de zon.